# Albert Hammond Jr.
Albert Hammond Jr.  (Los Angeles, 9 de abril de 1980) é um músico estado-unidense. É filho do compositor Albert Hammond, também músico. Começou com seus primeiros acordes aos nove anos. Fã de all star, sorvete e gravatas, Hammond Jr sempre foi elétrico e teve muitos problemas nos colégios que freqüentou. Criado em Los Angeles, estudou no L'Institut Le Rosey onde conheceu Julian Casablancas, que anos depois o chamou para os Strokes. Foi o último a entrar para a banda, também composta por Nick Valensi (guitarra), Nikolai Fraiture (baixo) e Fabrizio Moretti (bateria). No The Strokes Albert toca guitarra (principalmente riffs e enfeites, mas também faz solos) e teclado. Albert também lançou quatro álbuns e um EP em carreira solo.

## Discografia

### Álbuns de estúdio
| Yours to Keep                        | - Data de lançamento: 6 de Outubro de 2006 - Gravadora: Rough Trade Records - Formatos: CD, LP, download digital | 117 | 2 | 11 | 186 | 48 | 74  |
| ¿Cómo Te Llama?                      | - Data de lançamento: 7 de Julho de 2008 - Gravadora: Rough Trade Records - Formatos: CD, LP, download digital   | 145 | 5 | 20 | 168 | —  | 183 |
| Momentary Masters                    | - Data de lançamento: 31 de Julho de 2015 - Gravadora: Vagrant Records - Formatos: CD, LP, download digital      | —   | 3 | 20 | —   | —  | —   |
| Francis Trouble                      | - Data de lançamento: 9 de Março de 2018 - Gravadora: Red Bull Records - Formatos: CD, LP, download digital      | __  | 6 | 25 | __  | __ | __  |
| "—" Não apareceu em paradas musicais | |     |   |    |     |    |     |

### EPs
| Título | Detalhes                                                                                      |
| ------ | --------------------------------------------------------------------------------------------- |
| AHJ    | - Gravadora: Cult Records - Lançamento: 8 de Outubro de 2013 - Formatos: LP, download digital |

### Singles
| "Everyone Gets a Star"               | 2006 | —  | Yours to Keep     |
| "Back to the 101"                    | 2006 | 76 | Yours to Keep     |
| "In Transit"                         | 2007 | —  | Yours to Keep     |
| "GfC"                                | 2008 | —  | ¿Cómo Te Llama?   |
| "St. Justice"                        | 2013 | —  | AHJ               |
| "Carnal Cruise"                      | 2013 | —  | AHJ               |
| "Strange Tidings"                    | 2014 | —  | AHJ               |
| "Born Slippy"                        | 2015 | __ | Momentary Masters |
| "Losing Touch"                       | 2015 | __ | Momentary Masters |
| "Muted Beatings"                     | 2018 | __ | Francis Trouble   |
| "—" Não apareceu em paradas musicais |      |    |                   |

## Equipamento
A guitarra principal de Albert é uma Fender Stratocaster Arctic White com escala em rosewood de fabricação 1985. Esta guitarra é uma reedição de um modelo de 1972 e Albert usa encordoamento de calibre .012, bastante pesado. Seu amplificador é um Fender Hot Rod DeVille 2x12. Seus pedais compõem-se de uma versão antiga de um MXR Micro Amp, um V1 Jekyll and Hyde Ultimate Overdrive and Distortion e um afinador Boss TU-2. Em shows mais recentes, ele passou a utilizar um outro Micro Amp, um outro Jekyll and Hyde e um Boss Digital Delay.

## Curiosidades
- Além de compor suas partes nas composições dos The Strokes, Albert Hammond Jr ainda tem tempo para ajudar o amigo e guitarrista Nick Valensi nos seus solos e arranjos.